# Christoph Brückner (Influencer)
Christoph Brückner (Pseudonym „condsty“) ist ein österreichischer Webvideoproduzent aus Wölbling. Er hat 23,5 Mio. Follower auf TikTok (Stand Jänner 2025) und besitzt auch auf anderen Social-Media-Plattformen eine große Reichweite. Seine Videos zu einfachen Zeichnungen erreichen Aufrufe in Millionenhöhe.

## Persönliches
Christoph Brückner lebt mit seiner Familie in Niederösterreich. Er machte eine Ausbildung zum Maler und Vergolder, seit 2019 arbeitet er als Gemeindearbeiter, im selben Jahr begann er mit der Produktion seiner viralen Kurzvideos auf TikTok.

## Karriere
Sein Nickname condsty entstand während seiner Zeit als Gamer. In ersten Videos stellte er Alltagsszenen mit Spielzeugdinosauriern nach. Auf das Video eines ungarischen Creators, der einfache Zeichnungen postete, hin begann er 2019 selbst damit, ähnliche Videos zu erstellen.
Prominente wie Britney Spears und Jason Derulo teilten seine Videos.
Inhaltlich gehen seine Kurzvideos in die Richtung von Oddly-satisfying-Videos und Zeichentutorials. Die Zeichnungen basieren auf einfachen Formen wie Sternen, Herzen oder Buchstaben.
| TikTok    | 23,5 Mio. |
| YouTube   | 6,08 Mio. |
| facebook  | 1,8 Mio.  |
| Instagram | 3,8 Mio.  |